# Hans Keuning
Hans Peter Keuning (De Rijp, 5 oktober 1926 - Zeijen, 8 november 2016) was een Nederlands dirigent, componist, pianist en muziekpedagoog.

## Biografie
Hij was zoon van predikant Pieter Keuning en Johanna de Vries. Na zijn middelbare school ging Keuning piano studeren aan het Amsterdams Conservatorium bij Paul Frenkel en schoolmuziek bij Jos. Smits van Waesberghe. Daarna volgde hij de dirigentenopleiding bij Jaap Spaanderman. 
Keuning vestigde zich na zijn opleiding in Enschede, waar hij werkte als muziekdocent en dirigent. In 1964 werd hij benoemd tot directeur van de Asser Muziekschool, later het Instituut voor Creatieve Ontwikkeling, de overkoepelende organisatie voor onder meer een aantal streekmuziekscholen in Drenthe. Vanwege zijn vele werk werd in het nieuwe gebouw van dat instituut een zaal naar hem vernoemd. In 1979 tot zijn pensionering in 1983 was hij directeur van de Muziekschool Waterland in Purmerend. Ook was hij tot 1987 dirigent van het Alkmaars Symfonie Orkest. In 1989 vierde dit zijn eerste lustrum met een concert in de Vrijheidskerk. Daar werd onder meer de wereldpremière van de Gamma Suite gegeven, door Keuning voor dit jubileum gecomponeerd in opdracht van het orkest.
Op zijn 80e begon hij te schrijven, over zijn leven en ook over zijn vak. Twee jaar later begon hij aan een project van het hertalen van oude literatuur van schrijvers als Betje Wolff & Aagje Deken, Jacob van Lennep, Louis Couperus en vele anderen
Op 19 juni 2016 is in Drenthe een jeugdorkest naar hem vernoemd: het Keuning Jeugd Orkest.

## Composities
De composities van Keuning vloeiden op natuurlijke wijze voort uit zijn werk als dirigent. Hij ging schrijven voor de ensembles die hij dirigeerde en richtte zich erop om toegankelijke composities te schrijven die ook door jonge musici uitgevoerd konden worden, zonder dat dit ten koste ging van de intrinsieke kwaliteit van het werk. Keuning schreef koorwerken, blokfluitsonates en duetten, werken voor piano en voor orkest alsmede kamermuziek. Ook bewerkte hij veel bekende symfonieën zodat deze uit te voeren waren door kleinere ensembles. Veel van zijn werk is uitgegeven door Harmonia. Keuning was lid van het Genootschap van Nederlandse Componisten. Ook verschenen door hem verzorgde uitgaven onder de pseudoniemen Hans van der Yp en Dennis King (voor elektronisch orgel).
In de radioserie Onbekend maakt onbemind, muziek van Nederlandse componisten van 1900 tot nu van de Concertzender werd op 21 december 2006 door de pianisten Nina Sluiter en Florentine Westenbrink de Zonsondergangserenade van Keuning uitgevoerd.
Keuning was getrouwd met de politica Margreeth de Boer. Hij stierf op 90-jarige leeftijd in hun huis in Zeijen.

## Werken (selectie)
Muziek
- Zonsondergangserenade voor twee piano’s
- Gamma Suite, 1988
- Torenmuziek voor eenzame harten
- The Birth of Music
- Concertino voor trompet en akkordeonorkest (solotrompet en 4 accordeons), 2000
- 10 moeilijke etudes voor sopraanblokfluit, uitgeverij Harmonia
- 30 eenvoudige etudes voor sopraanblokfluit, uitgeverij Harmonia
- 25 etudes voor altblokfluit, uitgeverij Harmonia
- 12 moeilijke etudes voor altblokfluit, uitgeverij Harmonia
- Van de bovenste plank, acht etudes voor altblokfluit, uitgeverij Harmonia
- "Net iets voor jou!" Eenvoudige melodietjes voor sopraanblokfluit en piano" uitgeverij harmonia

Verhalen
- Langs de Deur en andere verhalen. Bijlsma & Polak, Alkmaar
- Russen in de Rijp en andere verhalen. Bijlsma & Polak, Alkmaar
- Van de Hoed en de Rand en andere verhalen. Bijlsma & Polak, Alkmaar
- Met de muziek mee, verhalen'. Bijlsma & Polak, Alkmaar